# Rock'n'roll Hero/Tower of Babel
Rock'n'Roll Hero/Tower of Babel è un singolo del cantautore italiano Edoardo Bennato, pubblicato in Germania dalla Dischi Ricordi/Metronome Musik nel 1978.
Entrambi i brani sono gli adattamenti in inglese di Cantautore e La torre di Babele, brani tratti dall'omonimo album uscito 2 anni prima.

## Formazione
- Edoardo Bennato – voce, chitarra, armonica
- Francesco Bruno – chitarra
- Gigi De Rienzo – basso
- David Walter – batteria
- Robert Fix – sax
- Patrizia Lopez e Marva Jan Marrow – cori
- Old Time Jazz Band – musicisti in Rock'n'Roll Hero

## Tracce
Testi di Marva Jan Marrow (ma accreditati a Shel Shapiro), musiche di Edoardo Bennato.
1. Rock'n'Roll Hero (Cantautore) – 4:15
2. Tower of Babel (La torre di Babele) – 4:21